# Ligidium koreanum
Ligidium koreanum är en kräftdjursart som beskrevs av Flasarova 1972. Ligidium koreanum ingår i släktet Ligidium och familjen gisselgråsuggor. Inga underarter finns listade i Catalogue of Life.